# Ministri degli affari esteri della Finlandia
I ministri degli affari esteri della Finlandia dal 1918 ad oggi sono i seguenti.

## Lista
| Ministro       | Ministro         | Ministro                                            | Partito                                                              | Governo                              | Mandato           | Mandato           |
| Ministro       | Ministro         | Ministro                                            | Partito                                                              | Governo                              | Inizio            | Fine              |
| -------------- | ---------------- | --------------------------------------------------- | -------------------------------------------------------------------- | ------------------------------------ | ----------------- | ----------------- |
| Affari esteri  |                  |                                                     |                                                                      |                                      |                   |                   |
|                |                  | Otto Stenroth (1861-1939)                           | Partito dei Giovani Finlandesi                                       | Paasikivi I                          | 27 maggio 1918    | 27 novembre 1918  |
|                |                  | Carl Enckell (1876-1959)                            | Indipendente                                                         | Ingman I                             | 27 novembre 1918  | 17 aprile 1919    |
| Castrén        | 17 aprile 1919   | Carl Enckell (1876-1959)                            | Indipendente                                                         | 28 aprile 1919                       |                   |                   |
| Castrén        |                  |                                                     | Rudolf Holsti (1881-1945)                                            | Partito Progressista Nazionale       | 28 aprile 1919    | 15 agosto 1919    |
| Vennola I      | 15 agosto 1919   | 15 marzo 1920                                       | Rudolf Holsti (1881-1945)                                            | Partito Progressista Nazionale       |                   |                   |
| Erich          | 15 marzo 1920    | 9 aprile 1921                                       | Rudolf Holsti (1881-1945)                                            | Partito Progressista Nazionale       |                   |                   |
| Vennola II     | 9 aprile 1921    | 2 giugno 1922                                       | Rudolf Holsti (1881-1945)                                            | Partito Progressista Nazionale       |                   |                   |
|                |                  | Carl Enckell (1876-1959)                            | Indipendente                                                         | Cajander I                           | 2 giugno 1922     | 14 novembre 1922  |
|                |                  | Juho Vennola (1872-1938)                            | Partito Progressista Nazionale                                       | Kallio I                             | 14 novembre 1922  | 18 gennaio 1924   |
|                |                  | Carl Enckell (1876-1959)                            | Indipendente                                                         | Cajander II                          | 18 gennaio 1924   | 31 maggio 1924    |
|                |                  | Hjalmar Procopé (1889-1954)                         | Partito Popolare Svedese                                             | Ingman II                            | 31 maggio 1924    | 31 marzo 1925     |
|                |                  | Gustaf Idman (1885-1961)                            | Indipendente                                                         | Tulenheimo                           | 31 marzo 1925     | 31 dicembre 1925  |
|                |                  | Emil Nestor Setälä (1864-1935)                      | Partito di Coalizione Nazionale                                      | Kallio II                            | 31 dicembre 1925  | 13 dicembre 1926  |
|                |                  | Väinö Voionmaa (1869-1947)                          | Partito Socialdemocratico Finlandese                                 | Tanner                               | 13 dicembre 1926  | 17 dicembre 1927  |
|                |                  | Hjalmar Procopé (1889-1954)                         | Indipendente                                                         | Sunila I                             | 17 dicembre 1927  | 22 dicembre 1928  |
| Mantere        | 22 dicembre 1928 | Hjalmar Procopé (1889-1954)                         | Indipendente                                                         | 16 agosto 1929                       |                   |                   |
| Kallio III     | 16 agosto 1929   | Hjalmar Procopé (1889-1954)                         | Indipendente                                                         | 4 luglio 1930                        |                   |                   |
| Svinhufvud II  | 4 luglio 1930    | Hjalmar Procopé (1889-1954)                         | Indipendente                                                         | 21 marzo 1931                        |                   |                   |
|                |                  | Aarno Yrjö-Koskinen (1885-1951)                     | Partito di Coalizione Nazionale                                      | Sunila II                            | 21 marzo 1931     | 14 dicembre 1932  |
|                |                  | Antti Hackzell (1881-1946)                          | Indipendente                                                         | Kivimäki                             | 14 dicembre 1932  | 10 ottobre 1936   |
|                |                  | Rudolf Holsti (1881-1945)                           | Partito Progressista Nazionale                                       | Kallio IV                            | 7 ottobre 1936    | 12 marzo 1937     |
| Cajander III   | 12 marzo 1937    | Rudolf Holsti (1881-1945)                           | Partito Progressista Nazionale                                       | 16 novembre 1938                     |                   |                   |
| Cajander III   |                  |                                                     | Väinö Voionmaa (1869-1947)                                           | Partito Socialdemocratico Finlandese | 16 novembre 1938  | 1º dicembre 1938  |
| Cajander III   |                  |                                                     | Eljas Erkko (1895-1965)                                              | Partito Progressista Nazionale       | 12 dicembre 1938  | 1º dicembre 1939  |
|                |                  | Väinö Tanner (1881-1966)                            | Partito Socialdemocratico Finlandese                                 | Ryti I                               | 1º dicembre 1939  | 27 marzo 1940     |
|                |                  | Rolf Witting (1879-1944)                            | Partito Popolare Svedese                                             | Ryti II                              | 27 marzo 1940     | 4 gennaio 1941    |
| Rangell        | 4 gennaio 1941   | Rolf Witting (1879-1944)                            | Partito Popolare Svedese                                             | 5 marzo 1943                         |                   |                   |
|                |                  | Henrik Ramsay (1886-1951)                           | Partito Popolare Svedese                                             | Linkomies                            | 5 marzo 1943      | 8 agosto 1944     |
|                |                  | Carl Enckell (1876-1959)                            | Indipendente                                                         | Hackzell                             | 8 agosto 1944     | 21 ottobre 1944   |
| Castrén        | 21 ottobre 1944  | Carl Enckell (1876-1959)                            | Indipendente                                                         | 17 novembre 1944                     |                   |                   |
| Paasikivi II   | 17 novembre 1944 | Carl Enckell (1876-1959)                            | Indipendente                                                         | 17 aprile 1945                       |                   |                   |
| Paasikivi III  | 17 aprile 1945   | Carl Enckell (1876-1959)                            | Indipendente                                                         | 26 marzo 1946                        |                   |                   |
| Pekkala        | 26 marzo 1946    | Carl Enckell (1876-1959)                            | Indipendente                                                         | 29 luglio 1948                       |                   |                   |
| Fagerholm I    | 29 luglio 1948   | Carl Enckell (1876-1959)                            | Indipendente                                                         | 17 marzo 1950                        |                   |                   |
|                |                  | Åke Gartz (1888-1974)                               | Indipendente                                                         | Kekkonen I                           | 17 marzo 1950     | 17 gennaio 1951   |
| Kekkonen II    | 17 gennaio 1951  | Åke Gartz (1888-1974)                               | Indipendente                                                         | 20 settembre 1951                    |                   |                   |
|                |                  | Sakari Tuomioja (1911-1964)                         | Indipendente                                                         | Kekkonen III                         | 20 settembre 1951 | 26 novembre 1952  |
|                |                  | Urho Kekkonen (1911-1964)                           | Lega Agraria                                                         | Kekkonen III                         | 26 novembre 1952  | 9 agosto 1953     |
|                |                  | Ralf Törngren (1899-1961)                           | Partito Popolare Svedese                                             | Kekkonen IV                          | 9 agosto 1953     | 17 novembre 1953  |
| Tuomioja       | 17 novembre 1953 | Ralf Törngren (1899-1961)                           | Partito Popolare Svedese                                             | 5 maggio 1954                        |                   |                   |
|                |                  | Urho Kekkonen (1911-1964)                           | Lega Agraria                                                         | Törngren                             | 5 maggio 1954     | 20 ottobre 1954   |
|                |                  | Johannes Virolainen (1914-2000)                     | Lega Agraria                                                         | Kekkonen V                           | 20 ottobre 1954   | 3 marzo 1956      |
|                |                  | Ralf Törngren (1899-1961)                           | Partito Popolare Svedese                                             | Fagerholm II                         | 3 marzo 1956      | 27 maggio 1957    |
|                |                  | Johannes Virolainen (1914-2000)                     | Lega Agraria                                                         | Sukselainen I                        | 27 maggio 1957    | 29 novembre 1957  |
|                |                  | Paavo Hynninen (1883-1960)                          | Indipendente                                                         | Von Fieandt                          | 29 novembre 1957  | 26 aprile 1958    |
| Kuuskoski      | 26 aprile 1958   | Paavo Hynninen (1883-1960)                          | Indipendente                                                         | 29 agosto 1958                       |                   |                   |
|                |                  | Johannes Virolainen (1914-2000)                     | Lega Agraria                                                         | Fagerholm III                        | 29 agosto 1958    | 4 dicembre 1958   |
|                |                  | Karl-August Fagerholm (1901-1984)                   | Partito Socialdemocratico Finlandese                                 | Fagerholm III                        | 4 dicembre 1958   | 13 gennaio 1959   |
|                |                  | Ralf Törngren (1899-1961)                           | Partito Popolare Svedese                                             | Sukselainen II                       | 13 gennaio 1959   | 16 maggio 1961    |
|                |                  | Vieno Johannes Sukselainen (ad interim) (1906-1995) | Lega Agraria                                                         | Sukselainen II                       | 16 maggio 1961    | 19 giugno 1961    |
|                |                  | Ahti Karjalainen (1923-1990)                        | Lega Agraria                                                         | Sukselainen II                       | 19 giugno 1961    | 14 agosto 1961    |
| Miettunen I    | 14 agosto 1961   | Ahti Karjalainen (1923-1990)                        | Lega Agraria                                                         | 13 aprile 1962                       |                   |                   |
|                |                  | Veli Merikoski (1905-1982)                          | Partito Popolare Finlandese                                          | Karjalainen I                        | 13 aprile 1962    | 18 dicembre 1963  |
|                |                  | Jaakko Hallama (1917-1996)                          | Indipendente                                                         | Lehto                                | 18 dicembre 1963  | 12 settembre 1964 |
|                |                  | Ahti Karjalainen (1923-1990)                        | Lega Agraria (1964-1965) Partito di Centro Finlandese (1965-1970)    | Virolainen                           | 12 settembre 1964 | 27 maggio 1966    |
| Paasio I       | 27 maggio 1966   | Ahti Karjalainen (1923-1990)                        | Lega Agraria (1964-1965) Partito di Centro Finlandese (1965-1970)    | 22 marzo 1968                        |                   |                   |
| Koivisto I     | 22 marzo 1968    | Ahti Karjalainen (1923-1990)                        | Lega Agraria (1964-1965) Partito di Centro Finlandese (1965-1970)    | 14 maggio 1970                       |                   |                   |
|                |                  | Väinö Leskinen (1917-1972)                          | Indipendente (1970) Partito Socialdemocratico Finlandese (1970-1971) | Aura I                               | 14 maggio 1970    | 15 luglio 1970    |
| Karjalainen II | 15 luglio 1970   | Väinö Leskinen (1917-1972)                          | Indipendente (1970) Partito Socialdemocratico Finlandese (1970-1971) | 29 ottobre 1971                      |                   |                   |
|                |                  | Olavi J. Mattila (1918-2013)                        | Indipendente                                                         | Aura II                              | 29 ottobre 1971   | 23 febbraio 1972  |
|                |                  | Kalevi Sorsa (1930-2004)                            | Partito Socialdemocratico Finlandese                                 | Paasio II                            | 23 febbraio 1972  | 4 settembre 1972  |
|                |                  | Ahti Karjalainen (1923-1990)                        | Partito di Centro Finlandese                                         | Sorsa I                              | 4 settembre 1972  | 13 giugno 1975    |
|                |                  | Olavi J. Mattila (1918-2013)                        | Indipendente                                                         | Liinamaa                             | 13 giugno 1975    | 30 novembre 1975  |
|                |                  | Kalevi Sorsa (1930-2004)                            | Partito Socialdemocratico Finlandese                                 | Miettunen II                         | 30 novembre 1975  | 29 settembre 1976 |
|                |                  | Keijo Korhonen (1934-2022)                          | Partito di Centro Finlandese                                         | Miettunen III                        | 29 settembre 1976 | 15 maggio 1977    |
|                |                  | Paavo Väyrynen (1946)                               | Partito di Centro Finlandese                                         | Sorsa II                             | 15 maggio 1977    | 26 maggio 1979    |
| Koivisto II    | 26 maggio 1979   | Paavo Väyrynen (1946)                               | Partito di Centro Finlandese                                         | 19 febbraio 1982                     |                   |                   |
|                |                  | Pär Stenbäck (1941)                                 | Partito Popolare Svedese                                             | Sorsa III                            | 19 febbraio 1982  | 6 maggio 1983     |
|                |                  | Paavo Väyrynen (1946)                               | Partito di Centro Finlandese                                         | Sorsa IV                             | 6 maggio 1983     | 30 aprile 1987    |
|                |                  | Kalevi Sorsa (1930-2004)                            | Partito Socialdemocratico Finlandese                                 | Holkeri                              | 30 aprile 1987    | 1º febbraio 1989  |
|                |                  | Pertti Paasio (1939-2020)                           | Partito Socialdemocratico Finlandese                                 | Holkeri                              | 1º febbraio 1989  | 26 aprile 1991    |
|                |                  | Paavo Väyrynen (1946)                               | Partito di Centro Finlandese                                         | Aho                                  | 26 aprile 1991    | 5 maggio 1993     |
|                |                  | Heikki Haavisto (1935-2022)                         | Partito di Centro Finlandese                                         | Aho                                  | 5 maggio 1993     | 3 febbraio 1995   |
|                |                  | Paavo Rantanen (1934)                               | Indipendente                                                         | Aho                                  | 3 febbraio 1995   | 13 aprile 1995    |
|                |                  | Tarja Halonen (1943)                                | Partito Socialdemocratico Finlandese                                 | Lipponen I                           | 13 aprile 1995    | 15 aprile 1999    |
| Lipponen II    | 15 aprile 1999   | Tarja Halonen (1943)                                | Partito Socialdemocratico Finlandese                                 | 25 febbraio 2000                     |                   |                   |
| Lipponen II    |                  |                                                     | Erkki Tuomioja (1946)                                                | Partito Socialdemocratico Finlandese | 25 febbraio 2000  | 17 aprile 2003    |
| Jäätteenmäki   | 17 aprile 2003   | 24 luglio 2003                                      | Erkki Tuomioja (1946)                                                | Partito Socialdemocratico Finlandese |                   |                   |
| Vanhanen I     | 24 luglio 2003   | 19 aprile 2007                                      | Erkki Tuomioja (1946)                                                | Partito Socialdemocratico Finlandese |                   |                   |
|                |                  | Ilkka Kanerva (1948-2022)                           | Partito di Coalizione Nazionale                                      | Vanhanen II                          | 19 aprile 2007    | 4 aprile 2008     |
|                |                  | Alexander Stubb (1968)                              | Partito di Coalizione Nazionale                                      | Vanhanen II                          | 4 aprile 2008     | 22 giugno 2010    |
| Kiviniemi      | 22 giugno 2010   | Alexander Stubb (1968)                              | Partito di Coalizione Nazionale                                      | 22 giugno 2011                       |                   |                   |
|                |                  | Erkki Tuomioja (1946)                               | Partito Socialdemocratico Finlandese                                 | Katainen                             | 22 giugno 2011    | 24 giugno 2014    |
| Stubb          | 24 giugno 2014   | Erkki Tuomioja (1946)                               | Partito Socialdemocratico Finlandese                                 | 29 maggio 2015                       |                   |                   |
|                |                  | Timo Soini (1962)                                   | Veri Finlandesi                                                      | Sipilä                               | 29 maggio 2015    | 6 giugno 2019     |
|                |                  | Pekka Haavisto (1958)                               | Lega Verde                                                           | Rinne                                | 6 giugno 2019     | 10 dicembre 2019  |
| Marin          | 10 dicembre 2019 | Pekka Haavisto (1958)                               | Lega Verde                                                           | 20 giugno 2023                       |                   |                   |
|                |                  | Elina Valtonen (1981)                               | Partito di Coalizione Nazionale                                      | Orpo                                 | 20 giugno 2023    | in carica         |

### Esplicative
1. ↑  Come capo del dipartimento per gli affari esteri.
2. ↑  Ricopre anche la carica di Viceministro capo fino al 12 marzo 1937.
3. ↑  Ricopre anche la carica di Viceministro del welfare sociale.
4. 1 2  Ricopre anche la carica di Ministro capo.
5. 1 2 3 4 5 6 7  Ricopre anche la carica di Viceministro capo.
6. ↑  Già Ministro capo.
7. ↑  Ricopre la carica di Viceministro capo fino al 27 maggio 1966.
8. ↑  Ricopre anche la carica di Viceministro capo fino al 28 giugno 2017.